# Orpington (circonscription britannique)
Pour l’article homonyme, voir Orpington.
Circonscription parlementaire de la Chambre des communes
La circonscription de Orpington est une circonscription électorale anglaise située dans le Grand Londres, et représentée à la Chambre des communes du Parlement britannique depuis 2019 par Gareth Bacon, du Parti conservateur.

## Géographie
La circonscription comprend :
- La partie est du borough londonien de Bromley
- Les quartiers d'Orpington, Downe, Pratt's Bottom, Farnborough, St Mary Cray et Petts Wood

## Députés
Les Members of Parliament (MPs) de la circonscription sont :
| Législature                                | Années        | Député        | Député           | Parti        |
| ------------------------------------------ | ------------- | ------------- | ---------------- | ------------ |
| Orpington issue de Chislehurst et Dartford |               |               |                  |              |
| 38e                                        | 1945–1950     |               | Waldron Smithers | Conservateur |
| 39e                                        | 1950–1951     |               | Waldron Smithers | Conservateur |
| 40e                                        | 1951–1955     |               | Waldron Smithers | Conservateur |
| 41e                                        | 1955–1959     | Donald Sumner |                  | Conservateur |
| 42e                                        | 1959–1962     | Donald Sumner |                  | Conservateur |
| 42e                                        | 1962-1964     |               | Eric Lubbock     | Libéral      |
| 43e                                        | 1964–1966     |               | Eric Lubbock     | Libéral      |
| 44e                                        | 1966–1969     |               | Eric Lubbock     | Libéral      |
| 45e                                        | 1970–1974     |               | Ivor Stanbrook   | Conservateur |
| 46e                                        | 1974–1974     |               | Ivor Stanbrook   | Conservateur |
| 47e                                        | 1974–1979     |               | Ivor Stanbrook   | Conservateur |
| 48e                                        | 1979–1981     |               | Ivor Stanbrook   | Conservateur |
| 49e                                        | 1983–1987     |               | Ivor Stanbrook   | Conservateur |
| 50e                                        | 1987–1992     |               | Ivor Stanbrook   | Conservateur |
| 51e                                        | 1992–1997     | John Horam    |                  | Conservateur |
| 52e                                        | 1997–2001     | John Horam    |                  | Conservateur |
| 53e                                        | 2001–2005     | John Horam    |                  | Conservateur |
| 54e                                        | 2005–2010     | John Horam    |                  | Conservateur |
| 55e                                        | 2010–2015     | Jo Johnson    |                  | Conservateur |
| 56e                                        | 2015–2017     | Jo Johnson    |                  | Conservateur |
| 57e                                        | 2017–2019     | Jo Johnson    |                  | Conservateur |
| 58e                                        | 2019–2024     | Gareth Bacon  |                  | Conservateur |
| 59e                                        | 2024–en cours | Gareth Bacon  |                  | Conservateur |

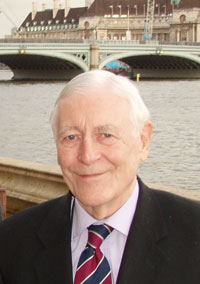
Eric Lubbock (1962-1970)
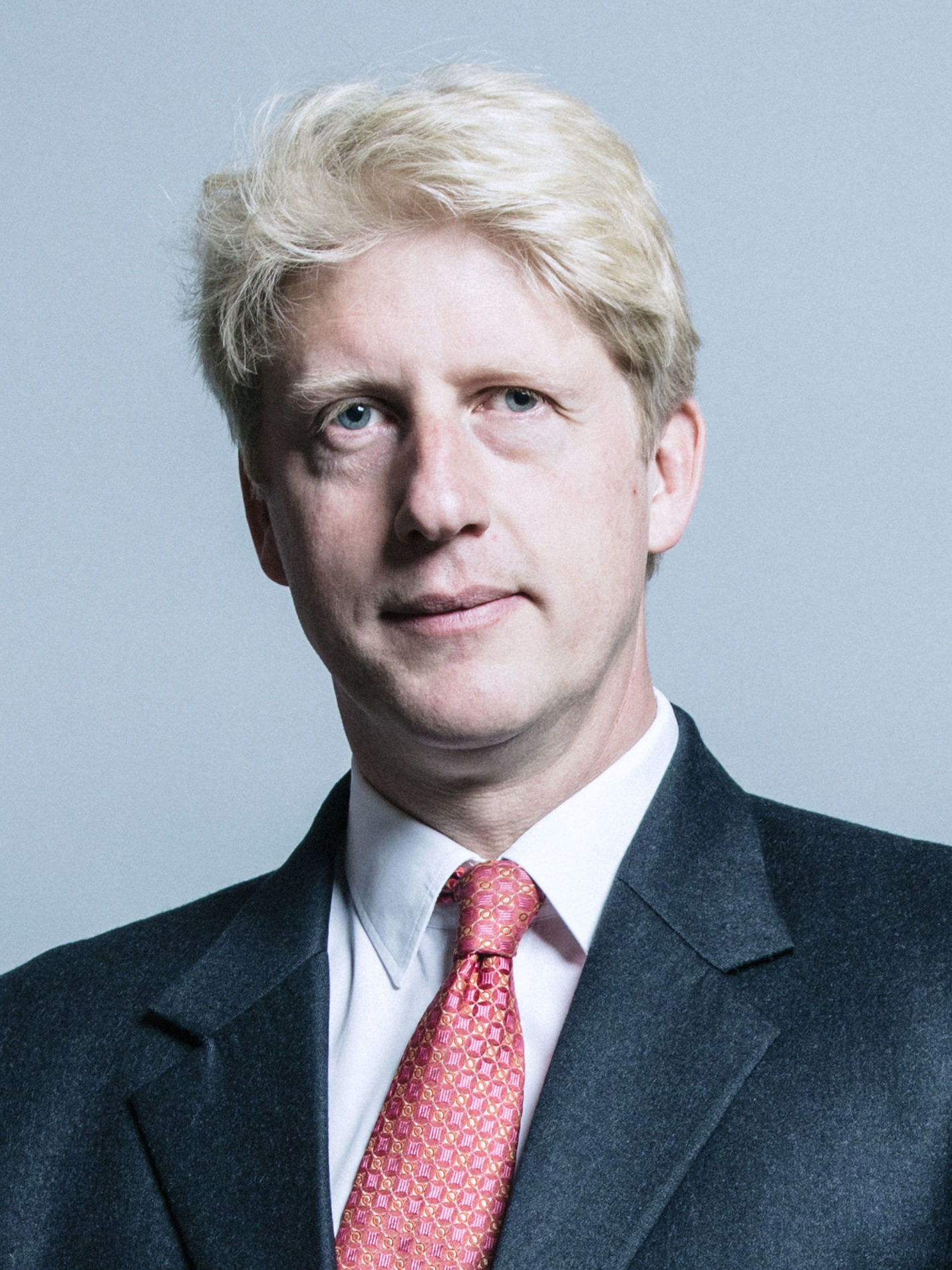
Jo Johnson (2010-2019)
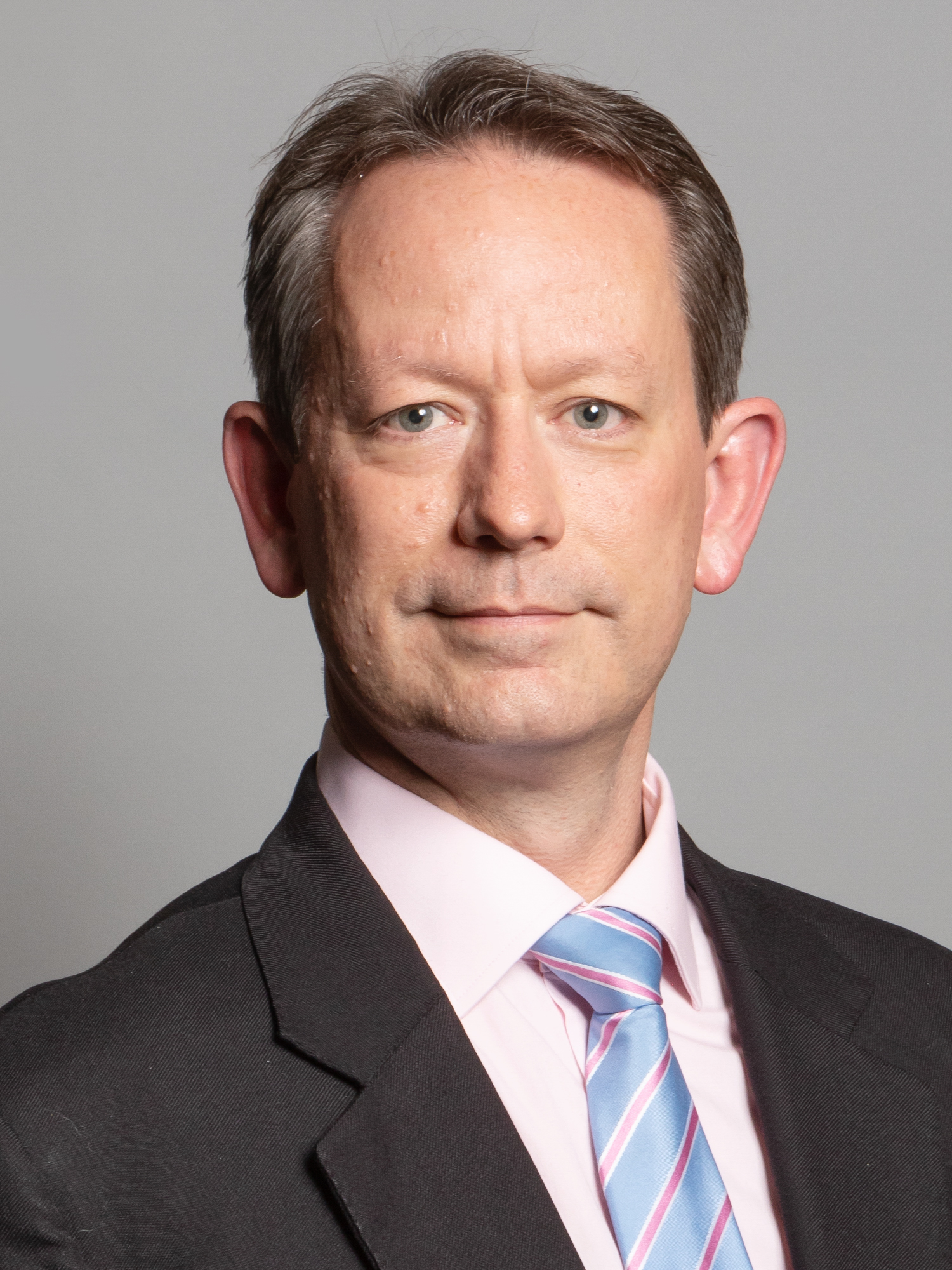
Gareth Bacon (2019-en cours)